# 宝山城墙

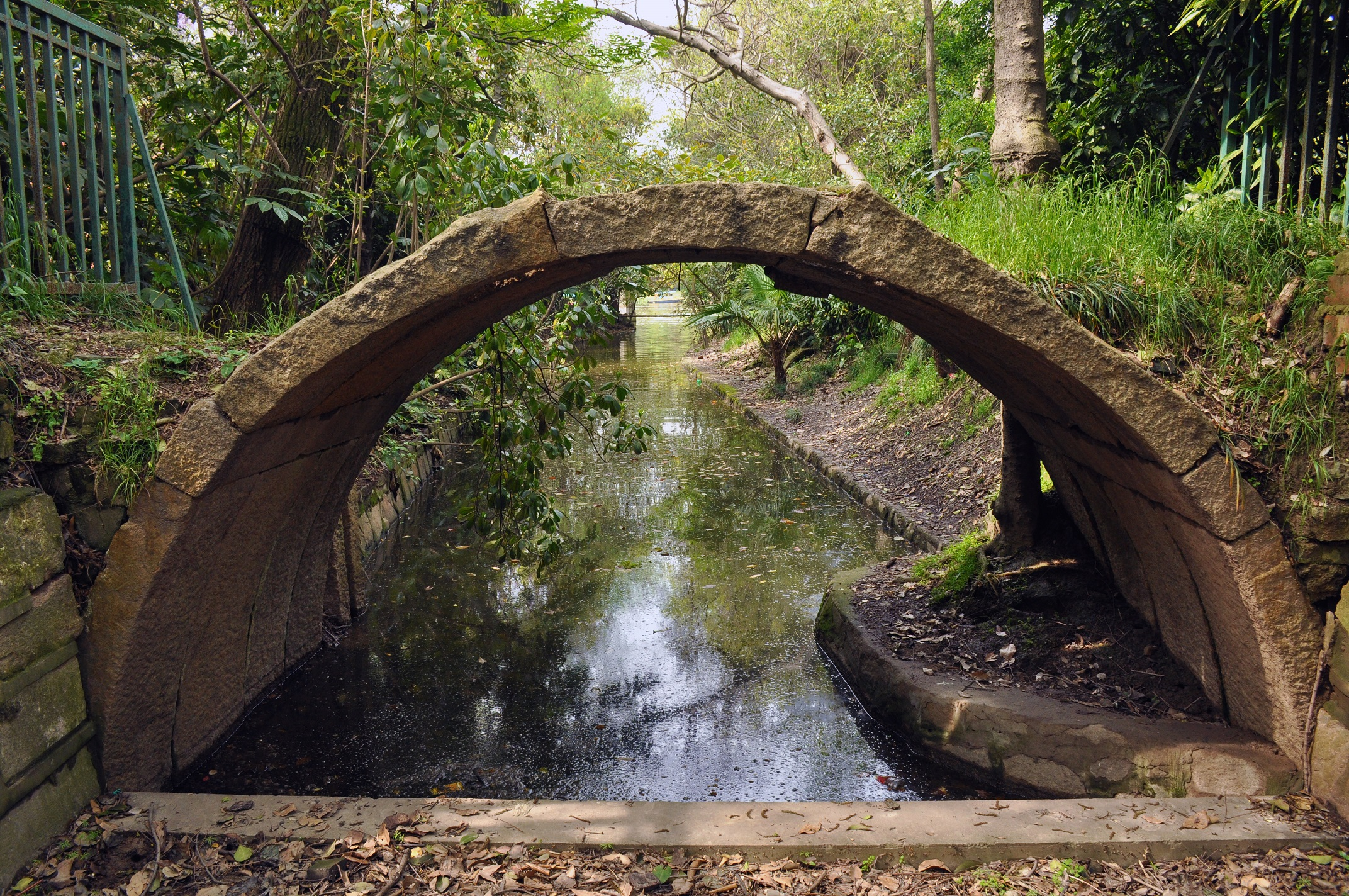
东南水关遗址

宝山城墙，位于中华人民共和国上海市宝山区境内。始建于明嘉靖十六年（1537年），重建于嘉靖三十三年（1554年），1960年代拆毁。现仅存宝山城墙遗址和东南水关遗址。

## 历史
明洪武十九年（1386年），在吴淞口西近海1.5公里处设吴淞江守御千户所。由荥阳侯郑遇春会同镇海卫指挥朱永筑吴淞所城，为一土城，又名荥阳垒。建文元年（1399年），千户施镇改筑东北面为砖城381丈。永乐十六年（1418年），都指挥谷祥将砖城增高为2.7丈，并挖护城河，宽1.4丈。后因海潮不断冲刷，城墙逐渐坍陷，于明万历四十八年（1619年）尽坍入海。。
嘉靖十六年（1537年），兵备副使王仪于旧吴淞所城西南1里处另筑新吴淞所城，亦为一土城。嘉靖三十三年（1554年），巡按尚维持命嘉定知县杨旦改砌为砖城。城周长730丈（2190米），高2.4丈（7.2米），并开挖内、外护城河，外护城河宽2.4丈（16.2米），深1丈（3米），内护城河宽2丈，深8尺。设东、南、西、北四面城门和西北水关一处，筑有雉碟1194垛，敌台9处，窝铺40处。万历四年（1576年），副总兵黄应甲建四门城楼，北门有黄应甲书“海不扬波”额。清顺治七年（1650年），副总兵沈豹在南门东侧增建东南水关。清雍正三年（1725年）七月二十九日，以吴淞所城为宝山县治，遂为县城。
“一·二八”淞沪战争和“八·一三”淞沪会战中，城垣遭日军毁坏严重，破败不堪。1956年，城墙被拆除。1960年代初，宝山城墙四座城门尚存，但不久后遭拆毁，仅存南门。

## 现状

### 宝山城墙遗址
宝山城墙遗址位于宝山区友谊路街道友谊路1号临江公园东南角围墙内侧50米处，现仅存东南很短一段土丘。另外，在宝山中学的西围墙和校舍西北角老城墙基础尚存，所砌城砖随时可挖到。2002年11月12日，被宝山区人民政府公布为宝山区纪念点。

### 东南水关遗址
东南水关遗址位于宝山城墙遗址的西侧，原为城内通向南门外的水道，为花岗石材质的单孔石拱结构，占地面积6.316平方米，长3.55米，宽1.92米，高2.13米，拱径3.72米。现水道长约2.9米。桥北面两侧各残留一个花岗石质的水闸残柱，露出地面部分高1.1米，宽0.38米，内侧中央有长方形凹槽，宽10厘米，深5厘米。2017年1月9日，被宝山区人民政府公布为宝山区文物保护点。